# Stuart Zender
Pour les articles homonymes, voir Zender.
Stuart Patrick Jude Zender, né le 18 mars 1974 à Sheffield dans le Yorkshire du Sud est un bassiste britannique. Il a gagné sa renommée en jouant sur les trois premiers albums de Jamiroquai : Emergency on Planet Earth, The Return of the Space Cowboy et Travelling Without Moving. À la suite de divergences lors de l'enregistrement du 4e album Synkronized, Stuart quitte le groupe.
Ainsi, Jason Kay, le chanteur de Jamiroquai, interprétera King for a Day, où il joue sur l'ambigüité : on ne sait pas s'il s'adresse réellement à Stuart ou à une fille. De plus, le groupe réécrira toutes les chansons prévues pour le 4e album, pour éviter d'avoir des problèmes avec l'ex-bassiste au niveau des droits d'auteur.
Cela n'arrête pas pour autant sa carrière de bassiste, compositeur, arrangeur et producteur. En effet Stuart a travaillé avec de nombreux artistes ensuite : les All Saints, Omar, Lauryn Hill...
En effet, Stuart a été marié avec Melanie Blatt, membre des All Saints, avec qui il a une fille.
Depuis ces participations sur diverses chansons, Stuart Zender a décidé de reprendre la voie de la création. 
Il a d'abord créé le groupe AZUR (prononcez « As you are ») courant 2000-2001, une formation de RnB/soul/funk. Un album est né de cette entreprise, jamais produit par leur maison de disques. Il est néanmoins tombé dans les mains de fans de Stuart qui l'ont diffusé sur Internet.
Ce projet avorté, Stuart explore de nouvelles voies. Ainsi, il crée avec Jonah Johnson le groupe LeRoi, groupe de pop soul assez frais dans le paysage musical actuel. Là aussi l'album est fini, et la commercialisation est prévue pour courant de l'année 2006 (sortie néanmoins retardée à plusieurs reprises).